# Kakisztokrácia
A kakisztokrácia olyan kormányzati rendszer, amelyet a legrosszabb, legkevésbé képzett és/vagy a leginkább gátlástalan polgárok vezetnek. A fogalom már a tizenhetedik században megjelent. 1829-ben az angol szerző, Thomas Love Peacock is használta, de a XXI. század első évtizedeiben használata jelentősen megnőtt, hogy ezzel a kifejezéssel kritizálják a világ különböző demokráciáiban megjelenő populista kormányokat. 

## Etimológia
A szó eredetileg a görög kakistos (κάκιστος; legrosszabb) és a kratos (κράτος; állam) szavakból származik, ami gyakorlatilag annyit tesz, hogy a legrosszabb emberek által alkotott kormányzat.

## Történelem
A szó legkorábbi használatát a tizenhetedik századra teszik, első írásos rögzítése Paul Gosnoldtól A sermon Preached at the Publique Fast the ninth day of Aug. 1644 at St. Maries-ban: 
 „Ezért nem kell semmiféle megpróbáltatást kérnünk ellenük: azok ellen, akik az égből tüzet gyújtottak ránk, hogy égő országukat úgy állítsák be, mintha a vallás felemelné és támogatná a leginkább gonosz lázadást: azok ellen a Nérók ellen, akik felszakították az anyaméhet, azt, aki csupaszon is óvta őket, és megsebesítette azokat a melleket, amelyeket nekik adott szoptatásra: azoknak a kannibáloknak, akik a testen táplálkoznak, és részegek a saját testvéreik vérétől: azok ellen a Catilinek ellen, akik a közönséges zavarokban keresik a saját végzetüket és a Királyságot tűzbe borítják, hogy elnyerjék örökségüket: az állam ezen kísértéseivel szemben, azok a nyughatatlan lelkek, akik már nem tudnak ebben élni, majd fegyvert ragadnak és beavatkoznak, a változás és a fejlődés nevében, hogy változtassanak örökségünkön, a régi hierarchiából egy új presbitéria szülessen, és majd újabb Függetlenségé váljon, és a jól ismert Monarchiánk őrült Kakisztokráciává változzon. Jó Isten! 

Az angol író, Thomas Love Peacock 1829-es regényében, az Elphin szerencsétlenségében használta ezt a kifejezést, amelyben elmagyarázza, hogy a kakisztokrácia képviseli az arisztokrácia ellentétét, mivel az arisztók (ἄριστος) görögül "kiváló". Az 1838-as Rabszolgasági emlékiratában (amit ő támogatott), William Harper amerikai szenátor hasonlította össze a kakisztokráciát az anarchiával, és azt mondta, hogy ritkán fordult elő:
|  | „Az anarchia nem annyira a kormány hiánya, mint inkább a legrosszabb kormány — nem arisztokrácia, inkább kakisztokrácia — a dolgok jelenlegi állása, hogy saját természetünk tisztelete, amely ritkán van jelen a férfiakban, és amely csupán csak legrosszabb időkben volt kiemelkedő példa a Francia forradalom során, amikor az elképzelhető legborzasztóbb pokolban szenvedtünk a legforróbb lángok martalékaként. Ilyen helyzetben a vádlottat el kell hát ítélni — az ártatlanok védelme bűnössé tesz; és ez a legrosszabb, ami megtörténhet, még a legjobb természetű férfiak is, akik cselekedetei gyűlöletesnek tűnnek, mindazokat a félelem az erőszak és a bűn rontotta meg.” |
|  | |

James Russell Lowell amerikai költő 1877-ben használta a szót Joel Bentonnak szóló írásában: "Ami kétségbeejtő és megdöbbentő, az erkölcsi hang romlása. Ez vajon a demokrácia eredménye? A miénk "az emberek kormánya az emberekért" vagy inkább kakisztokrácia, a bolondok kedvéért a gazemberek javára?"

## Használat
A szóhasználat ritka volt a 20. század elején, de 1981-ben visszanyerte népszerűségét a Reagan-adminisztráció kritikájával. Azóta a világ különböző kormányainak negatív leírására alkalmazzák.
A szó visszatért a 2016-os amerikai elnökválasztási kampány során, különösen a republikánus elnök Donald Trump ellenfeleinek és kritikusainak köszönhetően.
2016 májusában az Amro Ali tudós és blogger azt állította, hogy a kakisztokrácia egy olyan szó volt, amelyet most újra kell értelmezni. A szalon később hitelesítette Ali blogbejegyzését azzal, hogy szélesebb körű beszélgetést kezdeményezett a kifejezésről.
2016 augusztusában Dan Leger a halifaxi The Chronicle Heraldban azt javasolta, hogy Trump győzelme az amerikai elnökválasztáson megköveteli a "kakisztokrácia" kifejezés újbóli használatát.
2016 novembere óta a szót Trump leírásaként alkalmazzák főként kritikusai, akik többször is említik.          
2017. június 29-én a Merriam-Webster arról számolt be, hogy az internetes szótárban a szó folyamatos keresési csúcsokat dönt meg. A Washington Post arról számolt be, hogy a szó vírusként terjed Trump kormányának leírására (2018. április 13.).

## Fordítás
Ez a szócikk részben vagy egészben  a   Kakistocracy című angol Wikipédia-szócikk ezen változatának fordításán alapul.  Az eredeti cikk szerkesztőit annak laptörténete sorolja fel. Ez a jelzés csupán a megfogalmazás eredetét és a szerzői jogokat jelzi, nem szolgál a cikkben szereplő információk forrásmegjelöléseként.